# فریدا نوردین
فریدا نوردین (انگلیسی: Frida Nordin؛ زادهٔ ۲۳ مهٔ ۱۹۸۲) بازیکن فوتبال اهل سوئد است.
از باشگاه‌هایی که در آن بازی کرده‌است می‌توان به باشگاه فوتبال روزنگرد و باشگاه فوتبال اوسترش اشاره کرد.
وی همچنین در تیم ملی فوتبال زنان سوئد بازی کرده‌است.